# Maciej Werk

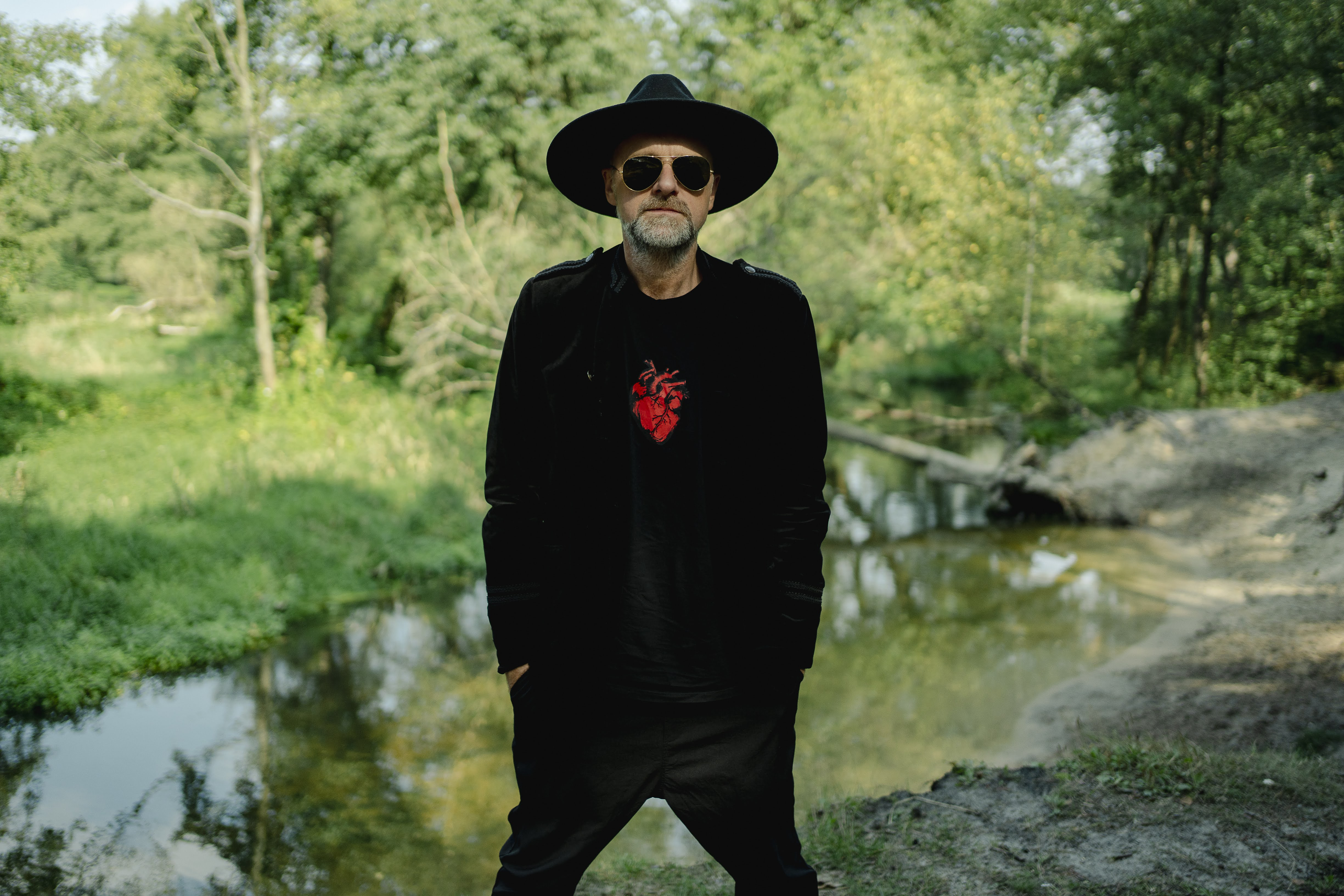
Maciej Werk 2023 foto:Wotek Bryndel

Maciej Werk (ur. 18 kwietnia 1973) – zamieszkały w Łodzi lider, założyciel i wokalista zespołu Hedone, kompozytor, autor tekstów i producent muzyczny.

## Działalność muzyczna
Maciej Werk jest odkrywcą talentu Pati Yang. Zasłynął jako współproducent i współkompozytor pierwszej solowej płyty Magdy Femme Empiryzm. Pracował przy powstawaniu albumu Renaty Przemyk Unikat wydanego w 2006 r. Producent debiutanckiego albumu Roberta Breena Ogień Nocy. Jest prekursorem remiksów w Polsce, wyprodukował m.in.: remiksy dla: Ich Troje, Patrycji Kosiarkiewicz, Hey, Myslovitz, Agressiva 69, Millenium, O.N.A., Renaty Przemyk, Rezerwat oraz innych wykonawców. Autor felietonów i wywiadów prasowych a także założyciel wytwórni Love Industry. Pomysłodawca i dyrektor Międzynarodowego Festiwalu Producentów Muzycznych Soundedit.
Od października 2012 do listopada 2021 w każdy wtorek prowadził na antenie Radia Łódź autorską audycję słowno-muzyczną. Przez kilka lat audycja ta zatytułowana była Tutti Frutti Werk Show i początkowo należała do cyklu Łódzka Scena Muzyczna, w którym łódzcy muzycy prowadzili własne audycje. Później nazwę Tutti Frutti Werk Show nosiła czwartkowa audycja Werka prowadzona na antenie Studenckiego Radia Żak Politechniki Łódzkiej.
Werk prowadził audycję o tej nazwie na antenie internetowej stacji Rock-Serwis FM. Od maja 2024 Werk powrócił na antenę Radia Łódź, prowadzą w każdy piątek autorski program od 20:00 – 22:00 a od 22:00 – Tutti Frutti Werk Show.

## Dyskografia
Albumy solowe
- Songs That Make Sense (2012)